# Consécration

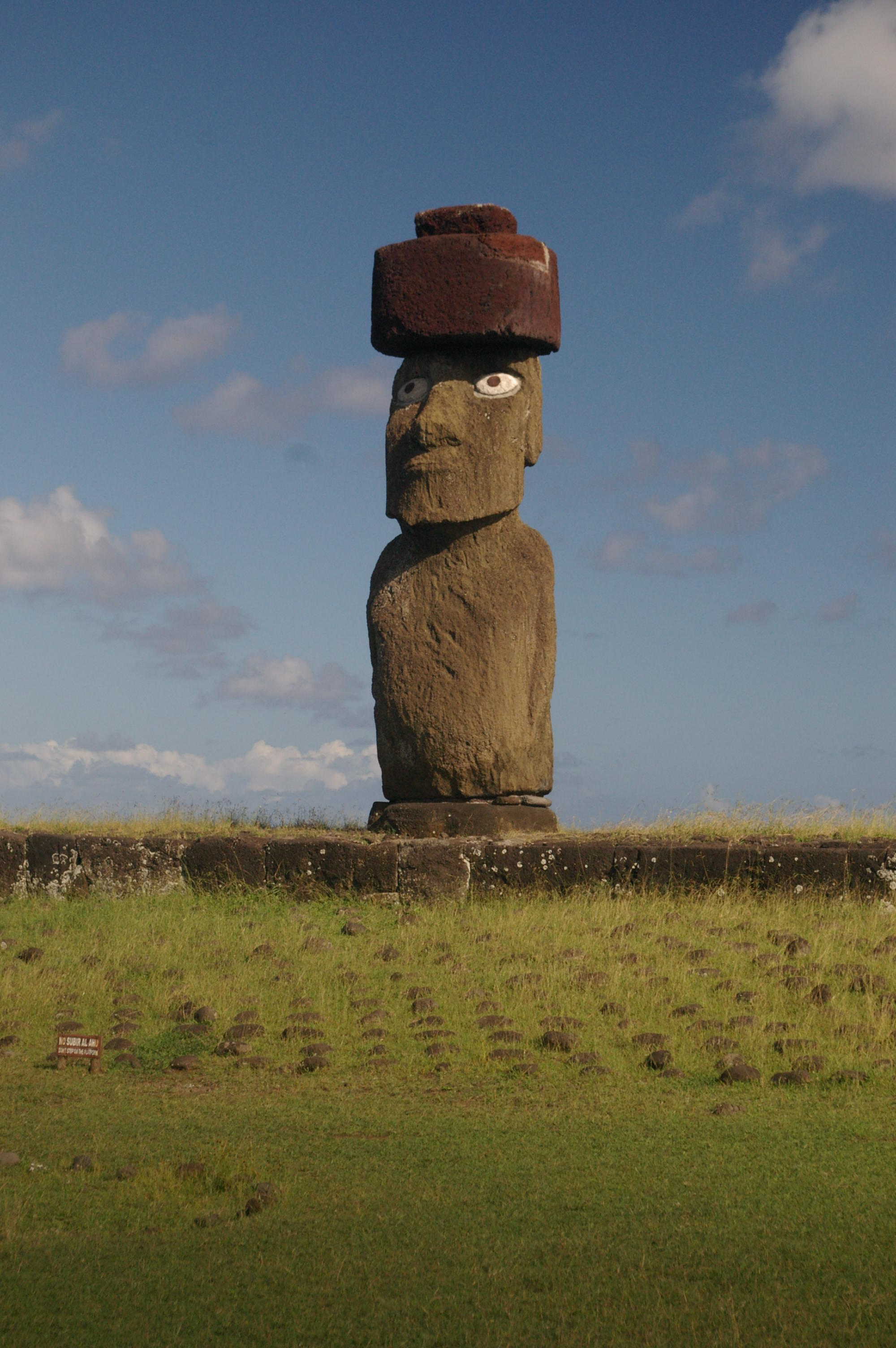
Un moaï consacré (avec ses yeux et sa coiffe, érigé sur son socle) de l'île de Pâques.

Une consécration consiste à rendre sacré, c'est-à-dire faire passer du domaine profane au domaine sacré une personne, un objet ou un lieu. Un rituel est nécessaire à toute consécration.

## Animisme
Tous les cultes animistes et chamaniques connaissent des rituels visant à consacrer un lieu de prières, une représentation artistique, une offrande, une personne désireuse d'être en contact avec les esprits. À titre d'exemple, les moaï de l'île de Pâques étaient taillés dans des blocs de roches volcaniques qui n'étaient sculptés et ne recevaient leurs yeux qu'une fois coiffés de leurs pukao et dressés sur le socle où ils devaient être alignés, probablement parce qu'ils n'étaient encore que de la pierre durant leur transport (avec risque de bris) et n'étaient consacrés pour devenir objets de culte qu'une fois érigés avec succès,,.

## Judaïsme
Dans l'ancien judaïsme pré-exilique (587 avant J.-C. - 70 après J.-C.), un homme ou une femme pouvait prendre ou recevoir le statut de nazir (en hébreu : נזיר) qui signifie « consacré » dans le sens de « se séparer du monde au profit de la divinité » (dix occurrences : Lv 15,31 ; Lv 22,2 ; Nb 6, 2.3.5.6.12 ; Ez 14,7 ; Os 9,10 ; Za 7,3).

## Monde romain
Dans le monde romain, la consécration était accordée aux personnages politiques importants comme Jules César, puis aux empereurs appréciés et aux membres de la famille impériale et ce, après leur mort. Cette pratique avait pour but de conférer à ces personnes le statut de divinité pour renforcer la légitimité du successeur ou perpétuer la mémoire d'un être cher à l'empereur. Parmi les exemples les plus représentatifs, on peut citer la consécration d'Auguste par Tibère, celle de Faustine l'Ancienne par Antonin le Pieux ou celle de Faustine la Jeune par Marc-Aurèle.
Lorsque l'empereur mort était détesté, il subissait la damnatio memoriae, l'exact opposé de la consécration.

## Hindouisme et zoroastrisme
Dans l'hindouisme et le zoroastrisme, l’agnichayana (« consécration du feu ») hérité du védisme, sacralise l'autel pour le feu des différentes liturgies comme les yajnas. De petits murs, avec ou sans cheminée, et un toit différencient ce feu sacré purificateur des feux profanes, utilitaires. Un faucon en pierre est censé surplomber la « maison du feu ». Dans l'antiquité, des chèvres devaient y être sacrifiées et une vingtaine de prêtres devaient être présents pour la consécration de cet autel. Les rituels provenant de l’agnichayana veulent mettre en avant aux yeux des croyants l’Un c'est-à-dire l'unité du monde et le lien permanent entre l'Humain et l'Univers, qui se retrouve aussi dans le judaïsme avec le tétragramme YHWH (yōḏ י, hē ה, wāw ו, hē ה) aux nombreuses traductions mais dont la plus spirituelle est « je suis ce que Tout est ».

## Christianisme

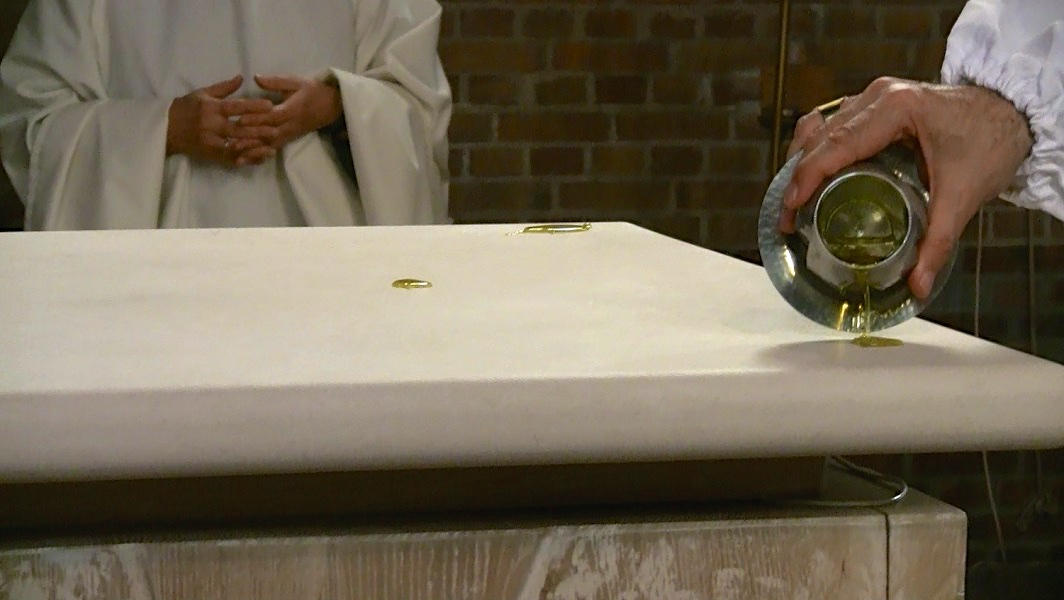
Onction de l'autel avec le Saint Chrême. Mgr Michel Aupetit, prieuré de Vanves des Bénédictines de Sainte Bathilde (2015).

- La consécration de l'hostie, autrement dit la transsubstantiation, est l'événement central de la  célébration eucharistique.

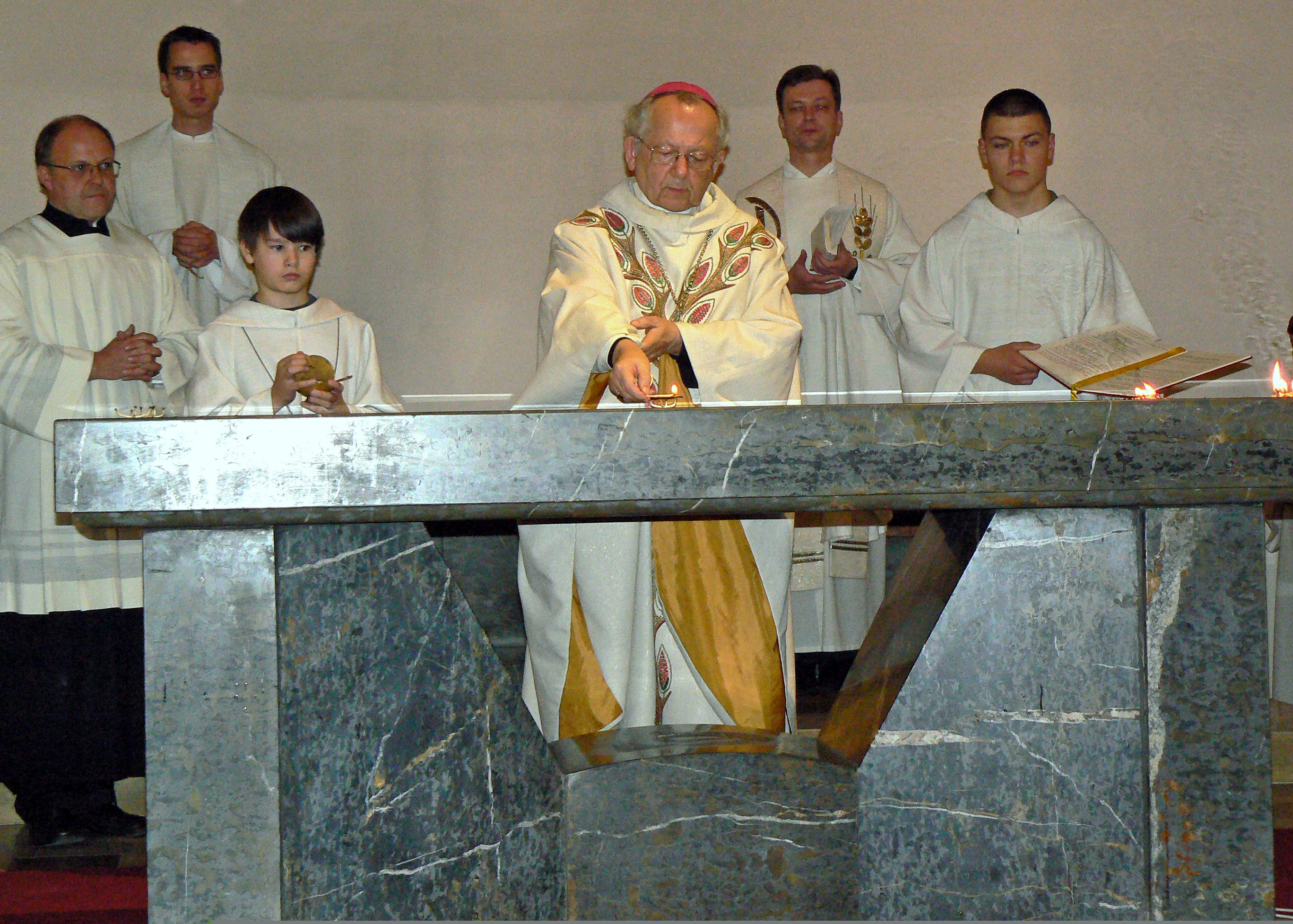
Le prélat brûle de l'encens sur l'autel, symbole des prières qui montent vers Dieu. Mgr Joachim Reinelt, église Saint-Laurent, Leipzig (2008).

- La consécration d'un prêtre ou d'un diacre s'appelle généralement ordination (Église catholique ou Églises anglicanes et luthériennes, et, depuis 2017 au moins, Églises réformées[8]) ou la consécration pastorale d’un pasteur (christianisme évangélique)[9],[10],[11]. Pour devenir évêque, il s'agit d'une consécration épiscopale.
- La consécration d'une église, appelée dédicace[12], est souvent suivie de son élection canonique (si elle est église paroissiale).
- La consécration d'un autel, accompagné ou non de la bénédiction du mobilier liturgique. L'autel est oint du Saint Chrême, de l'encens est brûlé tout autour, puis sont disposés dessus nappe et fleurs avant d'allumer des cierges.
- Les croix de consécration sont chacune des douze figures en forme de croix qui sont disposées à l'intérieur d'une église lors de sa consécration.
- La loi de consécration dans la doctrine mormone (Église de Jésus-Christ des saints des derniers jours) qui est un principe divin par lequel hommes et femmes consacrent volontairement leur temps, leurs talents et leurs moyens à l'établissement et à l'édification du royaume de Dieu.

Dans le monachisme chrétien, catholique, orthodoxe ou copte, une personne qui fait sa consécration religieuse s'offre par amour et conviction de foi au service de Dieu et d'une Église. Il peut s'agir d'une personne laïque ou d'un clerc, qui vivent dans le monde ou dans un monastère. La volonté de se consacrer nécessite un suivi et des démarches particulières par un représentant de l'Église envers le futur consacré. On appelle cela le discernement. Il existe plusieurs types de consécrations qui peuvent être soit avec des vœux, soit sans vœux. Ce choix se fait au cours du discernement du chrétien.
Dans l'Église catholique, on connaît la consécration à Jésus par Marie, ou encore, entre autres, au Sacré-Cœur de Jésus ou au cœur immaculé de Marie. Il est souvent de tradition dans le catholicisme de consacrer l'enfant baptisé à la Vierge, juste après la cérémonie du baptême. Dans ce cas, les parents et parrain et marraine récitent une prière de consécration pour l'enfant.

## Islam

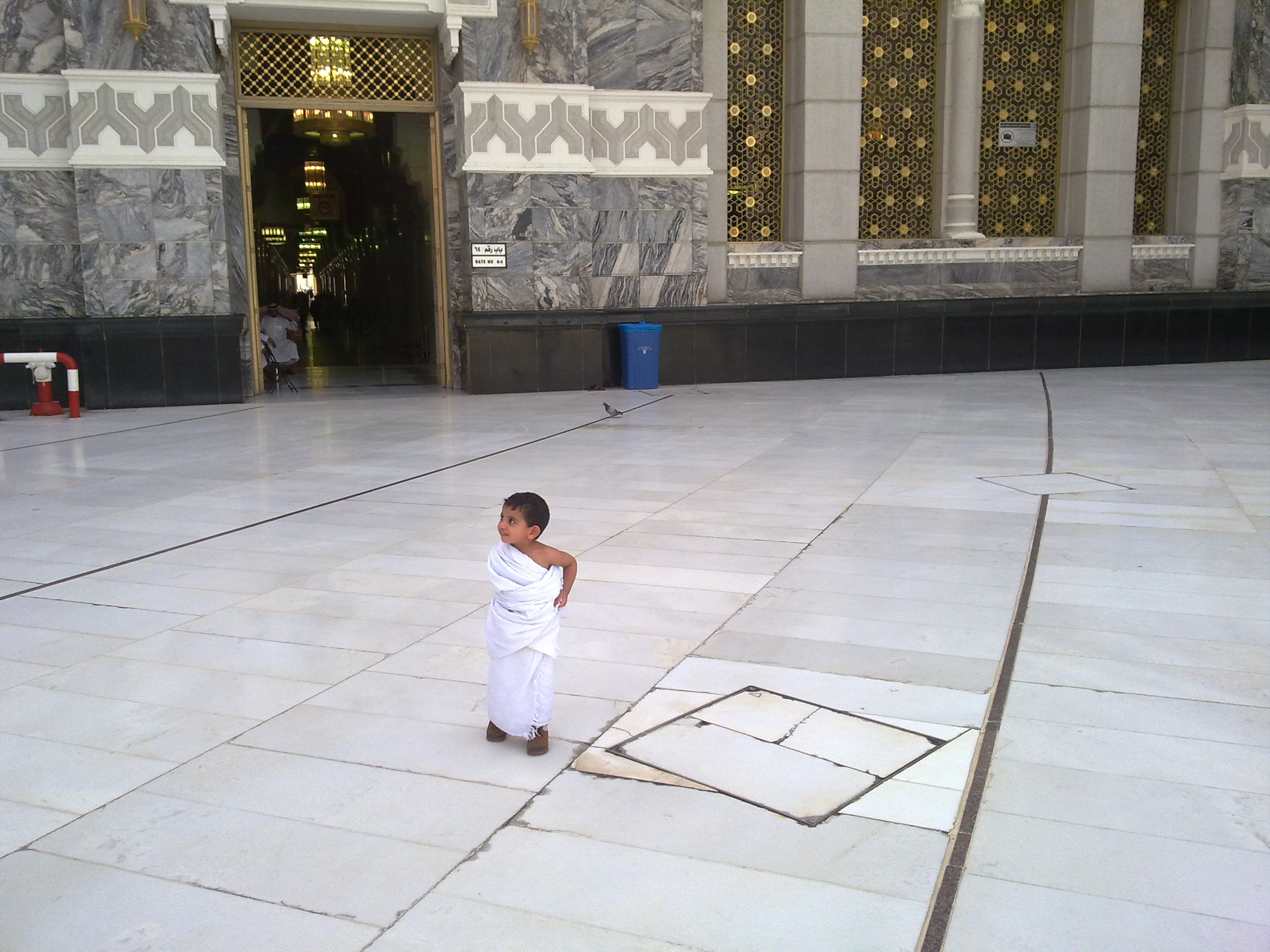
Un jeune pèlerin à La Mecque portant les habits de sa consécration.

Dans l'islam, l'état de consécration est défini par le terme arabe إحرام iḥrām lié au pèlerinage. Pour être consacré, le pèlerin doit se soumettre à une purification physique complète (grandes ablutions) et à une certaine hygiène de vie, accomplissant les étapes suivantes :
- Entrer dans le territoire du pèlerinage et procéder au lavage rituel sous la douche ou au lavage de tout le corps (grandes ablutions).
- Les hommes doivent porter un habit composé de deux pièces d'étoffe blanche, non cousues, dans lesquelles ils s'enroulent, en prenant soin de libérer l'épaule droite ; leur tête et leur visage ne doient pas être couverts.
- Les femmes ont le droit de porter des habits couvrant tout le corps, mais elles ne doivent pas couvrir leurs mains et leur visage.

Pendant la période de consécration, ces différentes actions sont proscrites :
- Mariage, proposition de mariage.
- Sexualité.
- Activités sportives.
- Se couper les cheveux et les ongles.
- Se parfumer.
- Chasser.

À la fin du pèlerinage, pour sortir de la consécration, le pèlerin homme devra se couper les cheveux ou mieux se raser le crâne ; la femme devra faire raccourcir ses cheveux. Le pèlerin devra en outre quitter son vêtement de pèlerinage et ne pas le porter dans le monde profane.